# پاتریک کوت
پاتریک کوت (انگلیسی: Patrick Côté؛ زادهٔ ۲۹ فوریهٔ ۱۹۸۰) ورزشکار هنرهای رزمی ترکیبی و بوکسور اهل کانادا است. وی بین سال‌های ۲۰۰۲ تا ۲۰۱۷ میلادی فعالیت می‌کرد.